# هیسا اوتا
هیسا اوتا (انگلیسی: Hisa Ōta; ۷ مهٔ ۱۸۶۸ – ۲ آوریل ۱۹۴۵) بازیگر، و بازیگر تئاتر اهل ژاپن بود.